# 城雅子
城 雅子（じょう まさこ、1978年10月12日 - ）は、日本の女性声優。長崎県長崎市出身。81プロデュース所属。

## 人物
舞台の方で同じ『イナズマイレブン』の少林寺歩役を演じた原勇弥の前に顔を出したことがある。
声優の村井かずさとは一緒に飲みにいくなど交友があり、宮川美保とネイルを作ったことがある。
先輩の小林優子や友人の中村豆千代のブログによると、2012年6月16日に挙式。同年10月より産休のため、『To LOVEる -とらぶる- ダークネス』以降の御門涼子役は櫻井浩美に変更された。2013年6月より復帰。
方言は長崎弁。趣味・特技はエレクトーン。

## 出演
太字はメインキャラクター。

### テレビアニメ
1998年
- おじゃる丸（女子高生、ナツミ、ミキ、少女、老婆）

2000年
- グラビテーション（女性レポーターA、女性レポーター）
- ゾイド -ZOIDS-（女の子）
- とっとこハム太郎（くるりんちゃん、なつみちゃん）

2001年
- キョロちゃん（タナカ歌手）
- 幻想魔伝 最遊記（子供）
- サラリーマン金太郎（矢島竜太、佐伯一枝）
- ジーンシャフト（アリス、ルナ、ドクター）
- 週刊ストーリーランド 老婆シリーズ「きびしい出席簿」（生徒〈女〉）
- スターオーシャンEX（クルーA）
- ゾイド新世紀スラッシュゼロ（キヨミ、パーツショップの娘、レポーター）
- だぁ!だぁ!だぁ!（キャサリン）
- 探偵少年カゲマン（2001年 - 2002年、チュンチュン）
- ノワール（婦人客、女性）
- はじめの一歩（速水ファンの女性）
- パラッパラッパー（生徒）
- ポケットモンスター（2001年 - 2002年、ナゾノクサ 他）
- まほろまてぃっく（佐倉雪絵）
- 名探偵コナン（2001年 - 2006年、子供、女、アシスタントB、女性B、母親）

2002年
- アクエリアンエイジ Sign for Evolution（平群キリコ）
- Weiß kreuz Glühen
- ギャラクシーエンジェルA（メーモン、ミー子の霊、女主人、ハト 他）
- ぱにょぱにょデ・ジ・キャラット（くいしんぼうオバケ、主婦B）
- ぴたテン（女子生徒、男子生徒、主婦A、若奥様B、盆栽、こわそうな天使、ばあさんA、女の子）
- ロックマンエグゼ（2002年 - 2006年、ロール、アナウンサー、光はる香） - 5シリーズ
- わがまま☆フェアリー ミルモでポン!（2002年 - 2005年、ガビン、ザマス、カモモガールズ） - 4シリーズ

2003年
- アソボット戦記五九（少女）
- カスミン（生徒）
- グリーングリーン（女子生徒）
- コロッケ!（2003年 - 2005年、キャンディー）
- 金色のガッシュベル!!（よし子）
- 住めば都のコスモス荘 すっとこ大戦ドッコイダー
- NARUTO -ナルト-（少年）

2004年
- アガサ・クリスティーの名探偵ポワロとマープル（オリバー）
- うた∽かた（母）
- げんしけん（食堂のおばさん）
- この醜くも美しい世界（キャスター〈女〉）
- 砂ぼうず（娘たち、写真の女性）
- tactics（白妙）
- デュエル・マスターズ チャージ（赤ちゃんA、ババ、ばっちゃん）
- ななみちゃん
- 花右京メイド隊 La Verite（マリエルの先生）
- 光と水のダフネ（パオ）
- ふたりはプリキュア（森岡唯）
- マシュマロ通信（ブラン）

2005年
- ああっ女神さまっ（クロノ）
- 極上生徒会（研磨光子）
- ブラック・ジャック（ユキオの同級生、生徒、友達1、男子生徒、生徒2、アナウンス、看護師）
- まじかるカナン（女生徒A）
- 雪の女王（ヨハンネ、ウェイトレス、春の国の王女 他）
- らいむいろ流奇譚X CROSS〜恋、教ヘテクダサイ。〜（シュロの母）

2006年
- きらりん☆レボリューション（2006年 - 2009年、小倉エリナ） - 2シリーズ
- 出ましたっ!パワパフガールズZ（サッカー少年、ハヤトの友達）
- ふたりはプリキュア Splash Star（太田優子）
- 味楽る!ミミカ（張鈴々）

2007年
- 機動戦士ガンダム00（2007年 - 2008年、アレルヤ・ハプティズム/ハレルヤ〈幼少期〉） - 2シリーズ
- 銀魂（2007年 - 2018年、百音） - 2シリーズ
- 恋する天使アンジェリーク〜かがやきの明日〜（貴婦人）
- さぁイコー! たまごっち（めめままっち、めいどっち、うさっち、花）
- D.Gray-man（村娘）
- デュエル・マスターズ シリーズ（2007年 - 2010年、オクト、ばっちゃん、ピクシー） - 4シリーズ
- 天元突破グレンラガン（クンバ）
- ハヤテのごとく!（エリナ、先生）
- ぷるるんっ!しずくちゃん あはっ☆（サラ田オイル先生）

2008年
- イタズラなKiss（メグ）
- イナズマイレブン（2008年 - 2012年、少林寺歩、館野舞、成神健也、豪炎寺夕香） - 2シリーズ
- 鉄のラインバレル（早瀬千里）
- しゅごキャラ!（2008年 - 2009年、鈴木君の祖母、解説者、唯世の祖母） - 2シリーズ
- それいけ!アンパンマン（2008年 - 2020年、ホットケーキマン）
- To LOVEる -とらぶる-（2008年 - 2010年、御門涼子） - 2シリーズ
- ポケットモンスター ダイヤモンド&パール（リーシャン）
- 魔法遣いに大切なこと 〜夏のソラ〜（栗原杏）
- メジャー シリーズ（2008年 - 2009年、美咲） - 2シリーズ

2009年
- CLANNAD 〜AFTER STORY〜（母親）
- こばと。（義男）

2010年
- 極上!!めちゃモテ委員長（小沢アカネ）
- たまごっち!（2010年 - 2013年、とまとおかっち、べにっち） - 2シリーズ

2012年
- 坂道のアポロン（薫の伯母、百合香の母）

2015年
- カードファイト!! ヴァンガードG ギアースクライシス編（司会）

2017年
- クレヨンしんちゃん（店員A）

2018年
- イナズマイレブン アレスの天秤（2018年 - 2019年、山岸迫、成神健也、少林寺歩） - 2シリーズ

2023年
- キボウノチカラ〜オトナプリキュア'23〜（星野優子）

### 劇場アニメ
- ロックマンエグゼ 光と闇の遺産（2005年、受付嬢）
- えいがでとーじょー! たまごっち ドキドキ! うちゅーのまいごっち!?（2007年、めめままっち）
- 劇場版イナズマイレブン 最強軍団オーガ襲来（2010年、少林寺歩）
- 映画 イナズマイレブン総集編 伝説のキックオフ（2024年、少林寺歩）

### OVA
- おとぎ銃士赤ずきん（2005年）
- 名探偵コナン 標的は小五郎!! 少年探偵団マル秘調査（2005年、女の子）
- やなせたかしメルヘン劇場 ルルン・ナンダーのほし（2008年、星の男の子）
- やなせたかしメルヘン劇場 わらうぼうし リトル・ボオ（2008年、ペンコ姫）
- To LOVEる -とらぶる- OVA（2009年、御門涼子） - コミックス第15巻、第16巻限定版に付属
- ブラック・ジャック FINAL（2011年、美登里）
- イナズマイレブン Reloaded（2018年、少林寺歩）

### Webアニメ
- イナズマイレブン アウターコード（2017年、成神健也）

### ゲーム
2001年
- Apocripha/0
- アンリミテッド:サガ（ティフォン）
- Love Songs アイドルがクラスメ〜ト（神楽ありす）

2002年
- THE ギャル麻雀 〜Love Songs アイドルはハイレート〜（神楽ありす）
- 虹色ドッジボール 〜乙女たちの青春〜（二階堂涼音）

2003年
- ヴィオラートのアトリエ 〜グラムナートの錬金術士2〜（カタリーナ・トラッケン）
- コロッケ!2 闇のバンクとバン女王（キャベツ）
- コロッケ!3 グラニュー王国の謎（キャベツ）
- 大正もののけ異聞録（山辺 香我美）
- わがまま☆フェアリー ミルモでポン! 対戦まほうだま
- ロックマンエグゼ トランスミッション（ロール、光はる香）

2004年
- CAPCOM FIGHTING Jam（イングリッド）
- コロッケ! バン王の危機を救え（キャベツ、バニラ）

2005年
- わがまま☆フェアリー ミルモでポン! どきどきメモリアルパニック

2006年
- きらりん☆レボリューション きらきらアイドルオーディション (エリナ)
- ストリートファイターZERO3↑↑（イングリッド）
- 転生學園月光録（水守香奈）

2007年
- きらりん☆レボリューション めざせ!アイドルクイーン (エリナ)

2008年
- To LOVEる -とらぶる- ワクワク! 林間学校編（御門先生）
- To LOVEる -とらぶる- ドキドキ! 臨海学校編（御門先生）

2009年
- イナズマイレブンシリーズ（2009年 - 2010年、豪炎寺夕香） - 2作品
- クルトン-QRUTON-（青山チョコ）

2010年
- burst error -EVE The 1st.-（香川美純）

2011年
- イナズマイレブン ストライカーズ（2011年 - 2012年、少林寺歩、成神健也、館野舞） - 3作品
- イナズマイレブンGO シャイン/ダーク（豪炎寺夕香）

2013年
- 鬼武者Soul（イングリッド）

2015年
- PROJECT X ZONE 2:BRAVE NEW WORLD（イングリッド）

2020年
- ディズニー ツイステッドワンダーランド（アデラ、CMナレーション、Mira）

### ラジオドラマ
- ファイナルファンタジータクティクスアドバンス（2003年、ノノ）

### ドラマCD
- 天使禁猟区 形成界編-1 / 神性界編-1（2001年、子供1、サンダルフォン〈胎児〉）
- THE IDOLM@STER MILLION THE@TER WAVE 06 花咲夜（2020年、お凜様）

### デジタルコミック
- GET LOVE!!〜フィールドの王子さま〜（相楽ヒカリ、もも）
- 食キング（島原亜紀）

### オーディオブック
- スクラップ・アンド・ビルド（2015年、母[23]）

### 吹き替え

#### 映画
- 愛しのローズマリー（タニア）
- インサイダー - ソフト版
- エニグマ奪還
- オールド・ルーキー
- お願い!プレイメイト（キャンダス）
- 火山高（ヨウマ） - VHS版
- グリーンフィンガーズ
- 恋は邪魔者
- 最'新'絶叫計画（ミーガン〈ナターシャ・リオン〉） - ソフト版
- サタデー・ナイト・フィーバー - DVD新録版
- 十戒 - テレビ朝日版
- 小さな目撃者
- 25時
- ハロウィン（マイケル・マイヤーズ少年時代）
- 光の旅人 K-PAX（ギャビー）
- 陽だまりのグラウンド
- 誘惑の接吻（ラデル）
- リトル・ダンサー - DVD版
- レッド・スカイ（カレン〈レイチェル・リー・クック〉）

#### テレビドラマ
- パワーレンジャー・イン・スペース（パトリック）
- パワーレンジャー・ロスト・ギャラクシー（ゼータ）
- プラハの恋人 - BSジャパン版

#### アニメ
- せいぶのねこキャリー（プリシラ）
- ティーン・タイタンズ（ティーザー）
- ドラゴン・テイルズ（ロルカ）
- ペッパピッグ（ジョージ）
- マドレーヌといっしょに（クロエ）

### パチスロ
- うる星やつら2（ラン）
- うる星やつら3（ラン）
- Pうる星やつら〜ラムのLoveSong〜（ラン）

### テレビ番組
- おかあさんといっしょ モノランモノラン（スイリン）
- いないいないばあっ!（ティーちゃん）
- ひとりでできるもん!（やっタネ）

### CM
- Yes!プリキュア5GoGo!なりきりショットコンテスト（CMナレーション）
- ささみさん@がんばらない（月読鎖々美、邪神たま）

### シリーズ一覧
1. ↑  第1シリーズ（2002年 - 2003年）、第2シリーズ『AXESS』（2003年 - 2004年）、第3シリーズ『Stream』（2004年 - 2005年）、第4シリーズ『BEAST』（2005年 - 2006年）、第5シリーズ『BEAST+』（2006年）
2. ↑  第1期（2002年）、第2期『ごおるでん』（2003年）、第3期『わんだほう』（2004年）、第4期『ちゃあみんぐ』（2005年）
3. ↑  『きらりん☆レボリューション』（2006年 - 2008年）、『きらりん☆レボリューションSTAGE3』（2008年 - 2009年）
4. ↑  ファーストシーズン（2007年）、セカンドシーズン（2008年）
5. ↑  第1期（2007年）、第4期『銀魂.』（2018年）
6. ↑  『ゼロ デュエル・マスターズ』（2007年）、『デュエル・マスターズ ゼロ』（2007年）、『デュエル・マスターズ クロス』（2008年）、『デュエル・マスターズ クロスショック』（2010年）
7. ↑  『イナズマイレブン』（2008年 - 2011年）
【イナズマイレブンGO】
第1期（2012年）
8. ↑  第1期（2008年）、第2期『しゅごキャラ!! どきっ』（2009年）
9. ↑  第1期（2008年）、第2期『もっとTo LOVEる -とらぶる-』（2010年）
10. ↑  第4シリーズ（2008年）、第5シリーズ（2009年）
11. ↑  第1期（2010年）、第2期『ゆめキラドリーム』（2013年）
12. ↑  『アレスの天秤』（2018年）、続編『オリオンの刻印』（2019年）
13. ↑  『2 脅威の侵略者 ファイア/ブリザード』（2009年）、『3 世界への挑戦!! スパーク/ボンバー/ジ・オーガ』（2010年）
14. ↑  『ストライカーズ』『2012エクストリーム』（2011年）、『GO 2013』（2012年）